# Mats Bergquist
Mats Fingal Thorwald Bergquist, född 5 september 1938, är en svensk diplomat. Han är son till landshövdingen och justitieministern Thorwald Bergquist och bror till ambassadören och författaren Lars Bergquist. 
Bergquist anställdes på Utrikesdepartementet 1964 och har bland annat tjänstgjort i London, svenska FN-representationen och Washington, D.C. Därefter tjänstgjorde han som ambassadör i Tel Aviv och Nicosia (1987–1992), i Helsingfors (1992–1997) och London 1997–2004. Bergquist är ledamot av Kungliga Krigsvetenskapsakademien sedan 1984.